# Hestefamilien
Hestefamilien (Equidae) er den taksonomiske familie, der omfatter heste og beslægtede dyr, det vil sige de nulevende heste, æsler og zebraer samt mange andre arter, der kun er kendt fra fossiler. Alle nulevende arter findes i slægten Equus. Hestefamilien hører til ordenen uparrettåede hovdyr sammen med tapirer og næsehorn.

## Evolution
De ældst kendte fossiler af Equidae stammer fra den tidlige eocæn, for 54 millioner år siden. De blev tidligere henført til slægten Hyracotherium, men typearten for denne slægt menes nu at tilhøre en anden familie. De øvrige arter er derfor nu i andre slægter. Disse tidlige medlemmer af Equidae var rævestore dyr med tre tæer på bagbenene og fire tæer på forbenene. De var planteædrere, der levede af ret bløde planter, og de var allerede udviklet til løb. Kompleksiteten af deres hjerner antyder, at de allerede var vagtsomme og intelligente dyr. Senere udviklede arter havde færre tæer og tænder, der var bedre egnet til græs og anden hård plantekost.
Familiens medlemmer blev relativt forskelligartede under miocæn, med mange nye arter. På dette tidspunkt var de mere hestelignende med den typiske kropsbygning kendt fra nutiden. Mange af disse arter støttede med hovedparten af deres kropsvægt på deres midterste tå (tredje tå), mens de andre blev reducerede og kun knapt rørte jorden. Den eneste overlevende slægt Equus var kommet til i den tidlige pleistocæn og spredte sig hurtigt til store dele af verden.

## Klassifikation
† angiver uddøde taxa.
- Familie Equidae
  - Slægt †Epihippus
  - Slægt †Haplohippus
  - Slægt †Heptaconodon
  - Slægt †Eohippus
  - Slægt †Minippus
  - Slægt †Orohippus
  - Slægt †Pliolophus
  - Slægt †Protorohippus
  - Slægt †Sifrhippus
  - Slægt †Xenicohippus
  - Slægt †Eurohippus
  - Slægt †Propalaeotherium
  - Underfamilie †Anchitheriinae
    - Slægt †Anchitherium
    - Slægt †Archaeohippus
    - Slægt †Desmatippus
    - Slægt †Hypohippus
    - Slægt †Kalobatippus
    - Slægt †Megahippus
    - Slægt †Mesohippus
    - Slægt †Miohippus
    - Slægt †Parahippus
    - Slægt †Sinohippus

  - Underfamilie Equinae
    - Slægt †Merychippus
    - Slægt †Scaphohippus
    - Slægt †Acritohippus
    - Tribus †Hipparionini
      - Slægt †Eurygnathohippus
      - Slægt †Hipparion
      - Slægt †Hippotherium
      - Slægt †Nannippus
      - Slægt †Neohipparion
      - Slægt †Proboscidipparion
      - Slægt †Pseudhipparion

    - Tribus Equini
      - Slægt †Astrohippus
      - Slægt †Calippus
      - Slægt †Dinohippus
      - Slægt Equus (22 arter, 7 nulevende)
      - Slægt †Hippidion
      - Slægt †Onohippidium
      - Slægt †Pliohippus
      - Slægt †Protohippus
      - Slægt †Heteropliohippus
      - Slægt †Parapliohippus